# السوادة

تعديل مصدري - تعديل

 السوادة هي إحدى حارات مدينة الرضمة بمحافظة إب، بلغ تعداد سكانها 280 نسمة حسب تعداد اليمن لعام 2004.